# Selección de fútbol sub-20 de Brunéi
La Selección de fútbol sub-20 de Brunéi es el equipo que representa al país en el Mundial Sub-20, en el Campeonato sub-19 de la AFF y en el Campeonato sub-19 de la AFC, y es controlado por la Asociación de Fútbol de Brunéi Darussalam.

## Palmarés
- Trofeo Hassanal Bolkiah: 1

2012

## Participaciones

### Mundial Sub-20
| Año   | Ronda        | J            | G            | E            | P            | GF           | GC           |
| ----- | ------------ | ------------ | ------------ | ------------ | ------------ | ------------ | ------------ |
| 1977  | No clasificó | No clasificó | No clasificó | No clasificó | No clasificó | No clasificó | No clasificó |
| 1979  | No clasificó | No clasificó | No clasificó | No clasificó | No clasificó | No clasificó | No clasificó |
| 1981  | No clasificó | No clasificó | No clasificó | No clasificó | No clasificó | No clasificó | No clasificó |
| 1983  | No clasificó | No clasificó | No clasificó | No clasificó | No clasificó | No clasificó | No clasificó |
| 1985  | No clasificó | No clasificó | No clasificó | No clasificó | No clasificó | No clasificó | No clasificó |
| 1987  | No clasificó | No clasificó | No clasificó | No clasificó | No clasificó | No clasificó | No clasificó |
| 1989  | No clasificó | No clasificó | No clasificó | No clasificó | No clasificó | No clasificó | No clasificó |
| 1991  | No clasificó | No clasificó | No clasificó | No clasificó | No clasificó | No clasificó | No clasificó |
| 1993  | No clasificó | No clasificó | No clasificó | No clasificó | No clasificó | No clasificó | No clasificó |
| 1995  | No clasificó | No clasificó | No clasificó | No clasificó | No clasificó | No clasificó | No clasificó |
| 1997  | No clasificó | No clasificó | No clasificó | No clasificó | No clasificó | No clasificó | No clasificó |
| 1999  | No clasificó | No clasificó | No clasificó | No clasificó | No clasificó | No clasificó | No clasificó |
| 2001  | No clasificó | No clasificó | No clasificó | No clasificó | No clasificó | No clasificó | No clasificó |
| 2003  | No clasificó | No clasificó | No clasificó | No clasificó | No clasificó | No clasificó | No clasificó |
| 2005  | No clasificó | No clasificó | No clasificó | No clasificó | No clasificó | No clasificó | No clasificó |
| 2007  | No clasificó | No clasificó | No clasificó | No clasificó | No clasificó | No clasificó | No clasificó |
| 2009  | No clasificó | No clasificó | No clasificó | No clasificó | No clasificó | No clasificó | No clasificó |
| 2011  | No clasificó | No clasificó | No clasificó | No clasificó | No clasificó | No clasificó | No clasificó |
| 2013  | No clasificó | No clasificó | No clasificó | No clasificó | No clasificó | No clasificó | No clasificó |
| 2015  | No clasificó | No clasificó | No clasificó | No clasificó | No clasificó | No clasificó | No clasificó |
| Total | 0/20         | 0            | 0            | 0            | 0            | 0            | 0            |

### Campeonato sub-19 de la AFC
| Año            | Resultado      | J            | G            | E            | P            | GF           | GC           |
| -------------- | -------------- | ------------ | ------------ | ------------ | ------------ | ------------ | ------------ |
| de 1959 a 1969 | No participó   | No participó | No participó | No participó | No participó | No participó | No participó |
| 1970           | Fase de grupos | 3            | 0            | 0            | 3            | 1            | 19           |
| 1971           | No participó   | No participó | No participó | No participó | No participó | No participó | No participó |
| 1972           | Fase de grupos | 4            | 0            | 0            | 4            | 0            | 36           |
| 1973           | No participó   | No participó | No participó | No participó | No participó | No participó | No participó |
| 1974           | Fase de grupos | 3            | 0            | 0            | 3            | 1            | 17           |
| 1975           | Fase de grupos | 3            | 0            | 0            | 3            | 1            | 22           |
| 1976           | No participó   | No participó | No participó | No participó | No participó | No participó | No participó |
| 1977           | No participó   | No participó | No participó | No participó | No participó | No participó | No participó |
| 1978           | No participó   | No participó | No participó | No participó | No participó | No participó | No participó |
| 1980           | No clasificó   | No clasificó | No clasificó | No clasificó | No clasificó | No clasificó | No clasificó |
| 1982           | No clasificó   | No clasificó | No clasificó | No clasificó | No clasificó | No clasificó | No clasificó |
| 1984           | No clasificó   | No clasificó | No clasificó | No clasificó | No clasificó | No clasificó | No clasificó |
| 1986           | No clasificó   | No clasificó | No clasificó | No clasificó | No clasificó | No clasificó | No clasificó |
| 1988           | No clasificó   | No clasificó | No clasificó | No clasificó | No clasificó | No clasificó | No clasificó |
| 1990           | No clasificó   | No clasificó | No clasificó | No clasificó | No clasificó | No clasificó | No clasificó |
| 1992           | No clasificó   | No clasificó | No clasificó | No clasificó | No clasificó | No clasificó | No clasificó |
| 1994           | No clasificó   | No clasificó | No clasificó | No clasificó | No clasificó | No clasificó | No clasificó |
| 1996           | No clasificó   | No clasificó | No clasificó | No clasificó | No clasificó | No clasificó | No clasificó |
| 1998           | No clasificó   | No clasificó | No clasificó | No clasificó | No clasificó | No clasificó | No clasificó |
| 2000           | No clasificó   | No clasificó | No clasificó | No clasificó | No clasificó | No clasificó | No clasificó |
| 2002           | No clasificó   | No clasificó | No clasificó | No clasificó | No clasificó | No clasificó | No clasificó |
| 2004           | No clasificó   | No clasificó | No clasificó | No clasificó | No clasificó | No clasificó | No clasificó |
| 2006           | No clasificó   | No clasificó | No clasificó | No clasificó | No clasificó | No clasificó | No clasificó |
| 2008           | No clasificó   | No clasificó | No clasificó | No clasificó | No clasificó | No clasificó | No clasificó |
| 2010           | No clasificó   | No clasificó | No clasificó | No clasificó | No clasificó | No clasificó | No clasificó |
| 2012           | No clasificó   | No clasificó | No clasificó | No clasificó | No clasificó | No clasificó | No clasificó |
| 2014           | No clasificó   | No clasificó | No clasificó | No clasificó | No clasificó | No clasificó | No clasificó |
| 2016           | No clasificó   | No clasificó | No clasificó | No clasificó | No clasificó | No clasificó | No clasificó |
| Total          | 4/39           | 13           | 0            | 0            | 13           | 3            | 94           |

### Campeonato sub-19 de la AFF
| AFF U-19 Youth Championship | AFF U-19 Youth Championship | AFF U-19 Youth Championship | AFF U-19 Youth Championship | AFF U-19 Youth Championship | AFF U-19 Youth Championship | AFF U-19 Youth Championship | AFF U-19 Youth Championship |
| Año                         | Ronda                       | J                           | G                           | E                           | P                           | GF                          | GC                          |
| --------------------------- | --------------------------- | --------------------------- | --------------------------- | --------------------------- | --------------------------- | --------------------------- | --------------------------- |
| 2002                        | Fase de grupos              | 4                           | 1                           | 1                           | 2                           | 3                           | 7                           |
| 2005                        | Fase de grupos              | 4                           | 0                           | 0                           | 4                           | 1                           | 30                          |
| 2006                        | No participó                | No participó                | No participó                | No participó                | No participó                | No participó                | No participó                |
| 2007                        | Fase de grupos              | 3                           | 1                           | 0                           | 2                           | 2                           | 14                          |
| 2008                        | No participó                | No participó                | No participó                | No participó                | No participó                | No participó                | No participó                |
| 2009                        | No participó                | No participó                | No participó                | No participó                | No participó                | No participó                | No participó                |
| 2010                        | No participó                | No participó                | No participó                | No participó                | No participó                | No participó                | No participó                |
| 2011                        | Fase de grupos              | 4                           | 0                           | 0                           | 4                           | 0                           | 30                          |
| 2012                        | No participó                | No participó                | No participó                | No participó                | No participó                | No participó                | No participó                |
| 2013                        | Fase de grupos              | 5                           | 0                           | 0                           | 5                           | 1                           | 30                          |
| 2014                        | No participó                | No participó                | No participó                | No participó                | No participó                | No participó                | No participó                |
| 2015                        | Fase de grupos              | 4                           | 0                           | 0                           | 4                           | 2                           | 18                          |
| Total                       | 6/11                        | 24                          | 2                           | 1                           | 21                          | 9                           | 119                         |

### Trofeo Hassanal Bolkiah
| Trofeo Hassanal Bolkiah | Trofeo Hassanal Bolkiah | Trofeo Hassanal Bolkiah | Trofeo Hassanal Bolkiah | Trofeo Hassanal Bolkiah | Trofeo Hassanal Bolkiah | Trofeo Hassanal Bolkiah | Trofeo Hassanal Bolkiah |
| Año                     | Ronda                   | J                       | G                       | E                       | P                       | GF                      | GC                      |
| ----------------------- | ----------------------- | ----------------------- | ----------------------- | ----------------------- | ----------------------- | ----------------------- | ----------------------- |
| 2002                    | Fase de grupos          | 4                       | 1                       | 1                       | 2                       | 4                       | 12                      |
| 2005                    | Fase de grupos          | 3                       | 2                       | 0                       | 1                       | 4                       | 7                       |
| 2007                    | Fase de grupos          | 3                       | 1                       | 1                       | 1                       | 6                       | 7                       |
| 2012                    | Campeón                 | 6                       | 5                       | 0                       | 1                       | 13                      | 6                       |
| 2014                    | Fase de grupos          | 5                       | 3                       | 1                       | 1                       | 10                      | 6                       |
| Total                   | 5/5                     | 21                      | 12                      | 3                       | 6                       | 37                      | 38                      |